# El Gebal
El Gebal (Ilāh ha-Ğabal: heer der berg), ook bekend als El-Gabaal, Elagabal, Heliogabal, Heliogabaal was een Fenicische - Syrische zonnegod.  Heliogabal is waarschijnlijk een Romeinse-Griekse verbastering van het Arameese El Gebal onder invloed van Helios (Grieks voor zon).  El Gebal werd vereerd door priester-koningen in de zonnetempel van Emesa (Syrië) in de vorm van een zwarte steen.
Een belangrijke Syrische hogepriester Julius Bassianus was verwant met de Romeinse keizer Elagabalus, een grote aanhanger van de cultus. 
Het bij het Woerdense castellum Laurium opgegraven altaar voor de godheid is daardoor buitengewoon uniek.